# Higiene bucodental

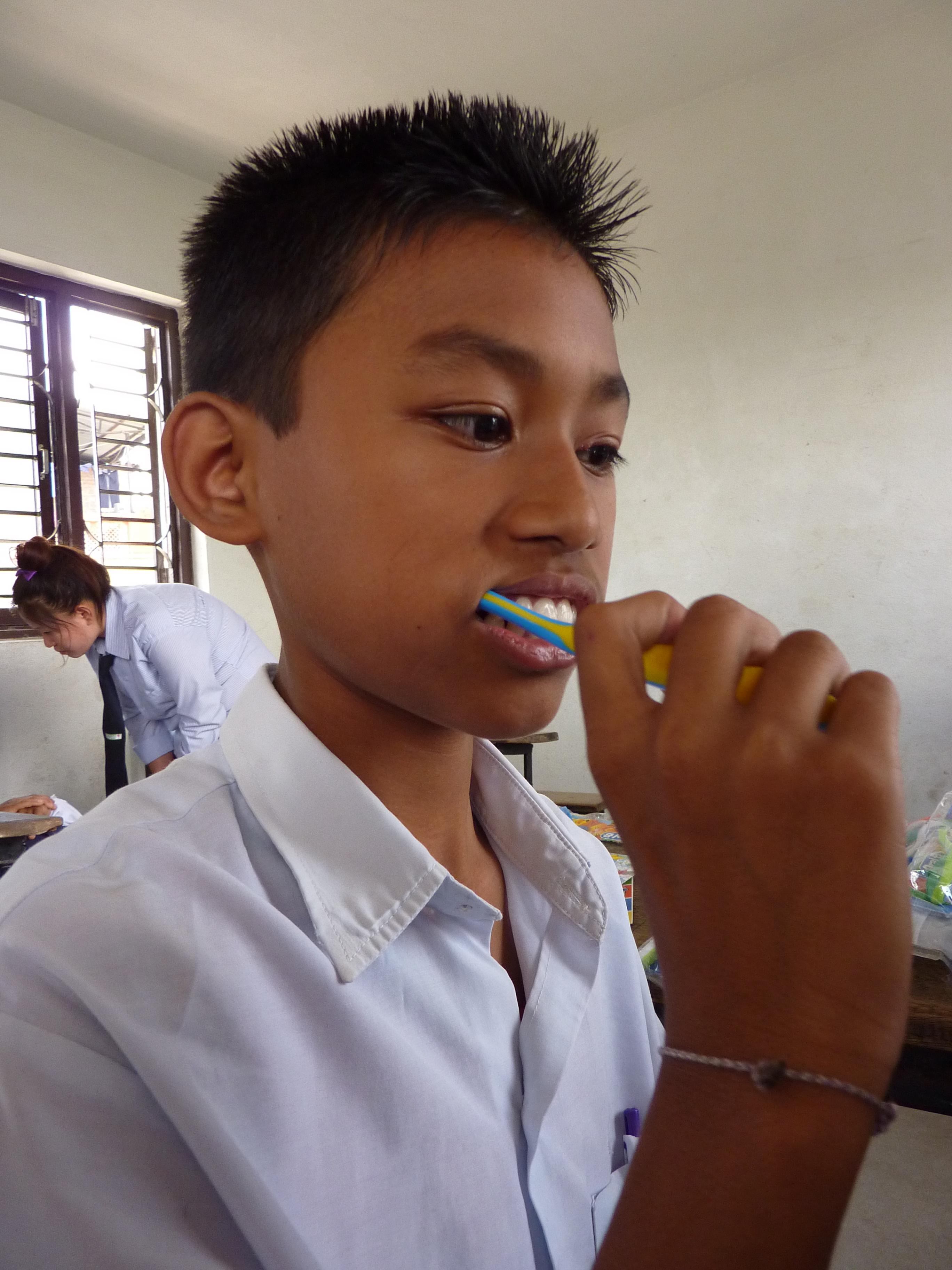
Cepillado de dientes

La higiene bucodental es el cuidado de los dientes, las encías, la lengua y toda la cavidad bucal en general. Se establece mediante la adopción de cuatro hábitos: el cepillado, la limpieza con hilo dental, el enjuague y la visita periódica al dentista y al higienista dental. También es importante el control de la ingesta de determinados alimentos, especialmente aquellos que tienen un alto potencial cariogénico, sobre todo los azúcares, como la sacarosa o la glucosa y evitar hábitos poco saludables como el cigarro. Los problemas y enfermedades odonto-estomatológicas más frecuentes debidos a una incorrecta o insuficiente higiene bucal o dental son: Desarrollo excesivo de placa bacteriana, formación de sarro, halitosis, caries, gingivitis y periodontitis. 

## El cepillado

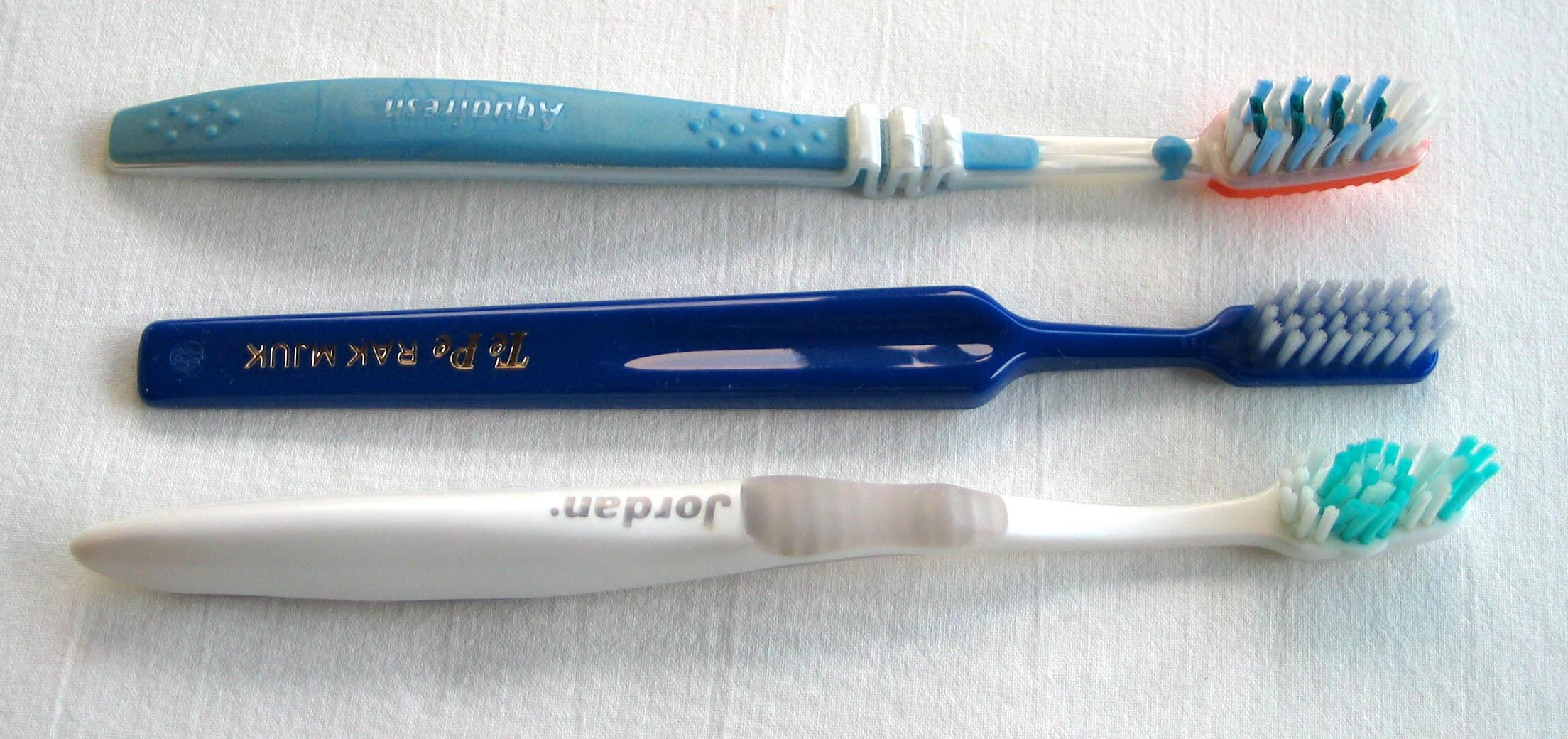
Cepillos

Una buena higiene bucal comienza por un correcto cepillado, que conviene realizar justo después de cada comida, ingesta de bebidas, especialmente las azucaradas y carbonatadas, de golosinas o aperitivos, o de cualquier alimento. El cepillado más importante, y el que no debe faltar, es el de después de la cena o de antes de dormir.
Sin embargo, un cepillado excesivo puede incidir en un temprano desgaste del esmalte, en especial si se han ingerido cítricos después de las comidas, por lo que lo ideal está entre dos y tres cepillados diarios. 
También puede ser aconsejable cepillarse antes de la comida para reducir la placa bacteriana. Se recomienda cepillarse los dientes por un tiempo de tres a cinco minutos; es decir, diez cepilladas por cada dos dientes. De preferencia debe ser con un cepillo mediano, de cerdas y mango recto y con un pasta dental que contenga fluoruro de sodio. Es importante recalcar que el odontólogo es quien debe valorar cómo debe ser la higiene oral de cada paciente de acuerdo con sus necesidades. El uso de chicles puede ser aconsejable. La acción de masticar estimula la secreción de saliva, que evita que el pH de la boca se vuelva excesivamente ácido. El xilitol inhibe el crecimiento de la bacteria  streptococcus mutans, que causa la caries. Estos chicles no sustituyen las ventajas del cepillado.
El cepillado debe realizarse introduciendo los filamentos del cepillo en el espacio que se forma entre las piezas dentales. Se debe también pasar el cepillo por la cara interna de las mejillas, la lengua, el paladar y las encías, si están sanos. Hay llagas que pueden remediarse realizando enjuagues de agua con sal. En caso de observar alguna anomalía hay que acudir al especialista.
Las encías sanas no sangran con el cepillado. Si se observa un sangrado evidente con un cepillado normal, lo probable es que, se esté ante un caso de gingivitis; especialmente si es habitual (si solo es esporádico es probable que se trate de aplicar excesiva fuerza al cepillarse). La solución es sencilla: acudir a un odontólogo o estomatólogo para que evalúe la situación y si es necesario practique una limpieza del espacio gingivo-dentario. Es recomendable que esta limpieza profesional se efectúe periódicamente. La higiene bucal ha sido esencial para la salud y el bienestar.

## Técnica correcta de cepillado dental
1. Coloque las cerdas sobre la encía con un ángulo de 45 grados. Las cerdas deben estar en contacto con la superficie dental y la encía.[2]
2. Cepille suavemente la superficie dental externa de dos o tres dientes con un movimiento de barrido de adelante hacia atrás. Mueva el cepillo al próximo grupo de dos o tres dientes y repita la operación.
3. Mantenga un ángulo de 45 grados con las cerdas en contacto con la superficie dental y la encía. Cepille suavemente usando un movimiento de barrido y al mismo tiempo realice un movimiento de adelante hacia atrás sobre toda la superficie interna.
4. Incline el cepillo verticalmente detrás de los dientes frontales. Haga varios movimientos de arriba hacia abajo usando la parte delantera del cepillo.
5. Ponga el cepillo sobre la superficie masticadora y haga un movimiento suave de adelante hacia atrás. No olvide cepillar también su lengua de adelante hacia atrás para eliminar las bacterias causantes del mal aliento.
6. 2 minutos es la cantidad de tiempo que se necesita para que poder pasarlo por la cara interna, la externa, los molares y la lengua.[2]

El cambio de cepillo dental debe hacerse cada dos o tres meses, dependiendo del estado del cepillo.
Los cepillos eléctricos de ultrasonido pueden facilitar esta tarea.

## La limpieza con hilo dental
Se recomienda también limpiar los espacios interdentarios con seda, al menos una vez al día, usando una parte distinta de la seda para cada espacio. Es rara la imposibilidad de introducir la seda entre las piezas dentales. Si esto ocurriera, debe consultarse con el odontólogo o estomatólogo, podría tratarse de depósitos de cálculo dental que solo puede remover un profesional.

## El enjuague
Tras pasar el cepillo y la seda, puede ser conveniente un enjuague con un colutorio, especialmente en caso de gingivitis. Los colutorios con clorhexidina parecen poseer una importante actividad antibacteriana.
Tampoco se recomienda abusar del colutorio; es decir, está especialmente indicado para la eliminación de la placa bacteriana y un mantenimiento periódico, pero abusar de él puede ser totalmente contraproducente para la protección del esmalte dental.
Además los colutorios eliminan parcialmente las bacterias de la boca, tanto las dañinas como las beneficiosas que defienden, por lo que deja vulnerable la boca durante cierto tiempo.
Siempre fijarse en que los colutorios no contengan alcohol, ya que se ha demostrado que el abuso de dichos productos incide en una mayor probabilidad de contraer cáncer bucal.[cita requerida]
Se debe usar dos veces al día.[cita requerida]
Por su parte, el enjuague bucal  puede ayudar a combatir las bacterias causantes del mal aliento, placa dental y sarro y puede usarse luego del cepillado para ayudar a remineralizar el esmalte dental, en especial si contiene fluoruro de sodio.